# Pyrinia dispansa
Pyrinia dispansa är en fjärilsart som beskrevs av Paul Dognin 1902. Pyrinia dispansa ingår i släktet Pyrinia och familjen mätare. Inga underarter finns listade.